# 7. zongoraverseny (Mozart)
Az F-dúr versenymű három zongorára Wolfgang Amadeus Mozart 7. zongoraversenye. A Köchel-jegyzékben a 242-es számon szerepel, és a Lodron-koncert melléknevet viseli.

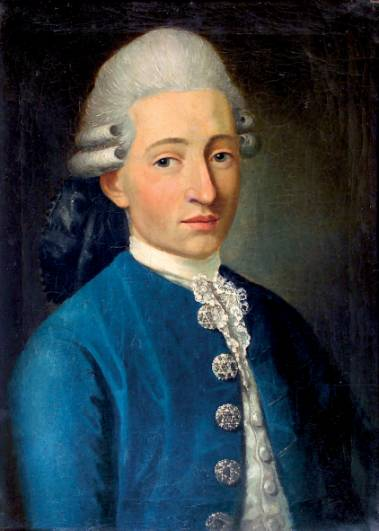
J. B. Delahaye festménye (nem bizonyított, hogy Mozartot ábrázolja)

## Keletkezése, története
Mozart a K.242-es, három zongorára írt versenyművet Salzburgban írta 1776-ban. A darabot általában Lodron-koncert néven ismerik, mert Mozart Ernst Maria Johann Nepomuk Lodron gróf (1716–1779) főmarsall feleségének, Maria Antóniának (1738–1780) és lányainak, Maria Aloysiának (sz. 1761) és Maria Josephanak (sz. 1764) ajánlotta a versenyművet.

## Szerkezete, jellemzői
Tételei:
1. Allegro
2. Adagio
3. Rondeau Tempo di Menuetto

A műben a három szólam különböző nehézségű, az első két zongorához képest a harmadik szólam jelentéktelenebb, többnyire beéri a harmóniák megtámasztásával, valószínűleg gyenge játékos számára készült (eredetileg Giuseppina Lodron pianisztikus képességeit kellett Mozartnak szem előtt tartania.) 1780-ban Mozart készített a műből egy kétzongorás versenymű-változatot is.
A mű a barokk concerto grosso egyik kései hajtása. Házimuzsika-jellegére utal az körülmény, hogy a zenekarnak Mozart viszonylag jelentéktelen szerepet juttatott. A választékos csevegő hang azt a fiatal zeneszerzőt mutatja be, aki már járatos a nagyvilági társaságban. Csak az első tétel feldolgozásának néhány részletében tör fel egy-egy pillanatra mélyebb érzelem, borongós hangulat múló árnya. A lassú tétel a meghitt mozarti álmodozások szép példája. Egyébként lendületes, vidám zene, akárcsak a finálé menüettet stilizáló rondója. A versenymű valamennyi kadenciáját Mozart írta, gondosan ügyelve arra, hogy mindhárom szólóhangszer kellőképpen érvényesüljön.

## Ismertség, előadási gyakoriság
Hangversenyeken viszonylag ritkán játszott mű, talán azért is, mert három jó minőségű koncertzongora napjainkban nem sok helyen áll rendelkezésre. 2006-ban a Mozart-év kapcsán a Bartók Rádió Mozart összes művét bemutató sorozatában mind a háromzongorás, mind a kétzongorás változat elhangzott.